# 圖路斯·荷提里烏斯
圖路斯·荷提里烏斯（Tullus Hostilius），羅馬王政時期第三任國王。图卢斯是一位好战国王，他认为前任国王追求和平，這一點削弱了罗马的實力，於是他一直想發動战争，甚至比罗马第一任国王更加好战。